# SK Sparta Krč
SK Sparta Krč is een Tsjechische voetbalclub uit de hoofdstad Praag.

## Geschiedenis
In 1910 begon men in de wijk Krč voetbal te spelen onder de Rudá Hvězda Krč, uit deze tijd bestaan echter geen schriftelijke bronnen meer. Na de Eerste Wereldoorlog werd in 1919 Sparta Krč opgericht als voortzetting van RH Krč. In 2007 werd de club tweede in de ČFL, omdat kampioen FK Chmel Blšany niet aan de voorwaarden voor promotie kon voldoen promoveerde Sparta Krč voor het eerst in haar geschiedenis naar de Fotbalová národní liga. Na één seizoen degradeerde de club terug naar de ČFL.

## Naamsveranderingen
- 1910 - RH Krč (Rudá Hvězda Krč)
- 1919 - Sparta Krč (Sparta Krč)
- 1923 - RH Praag XIV (Rudá Hvězda Praag XIV)
- 1927 - AFK Sparta Praag XIV (Atletický fotbalový klub Sparta Praag XIV)
- 1928 - AFK Sparta Krč (Atletický fotbalový klub Sparta Krč)
- 1945 - Sokol Krč
- 1950 - ZSJ Ústředí (Závodní sokolská jednota Ústředí)
- 1953 - fusie met Jiskrou Michle → TJ Montáže Krč (Tělovýchovná jednota Montáže Krč)
- 1957 - TJ Jiskra Montáže Praag (Tělovýchovná jednota Jiskra Montáže Praag)
- 1961 - TJ Montáže Praag (Tělovýchovná jednota Montáže Praag)
- 1992 - FC Sparta BB Krč (Football Club Sparta BB Krč)
- 1995 - SK Sparta Krč (Sportovní klub Sparta Krč)